# Elephant Cays
Elephant Cays är öar i territoriet Falklandsöarna (Storbritannien). De ligger i den sydvästra delen av ögruppen, 140 km sydväst om huvudstaden Stanley.